# Zygmunt Stoberski

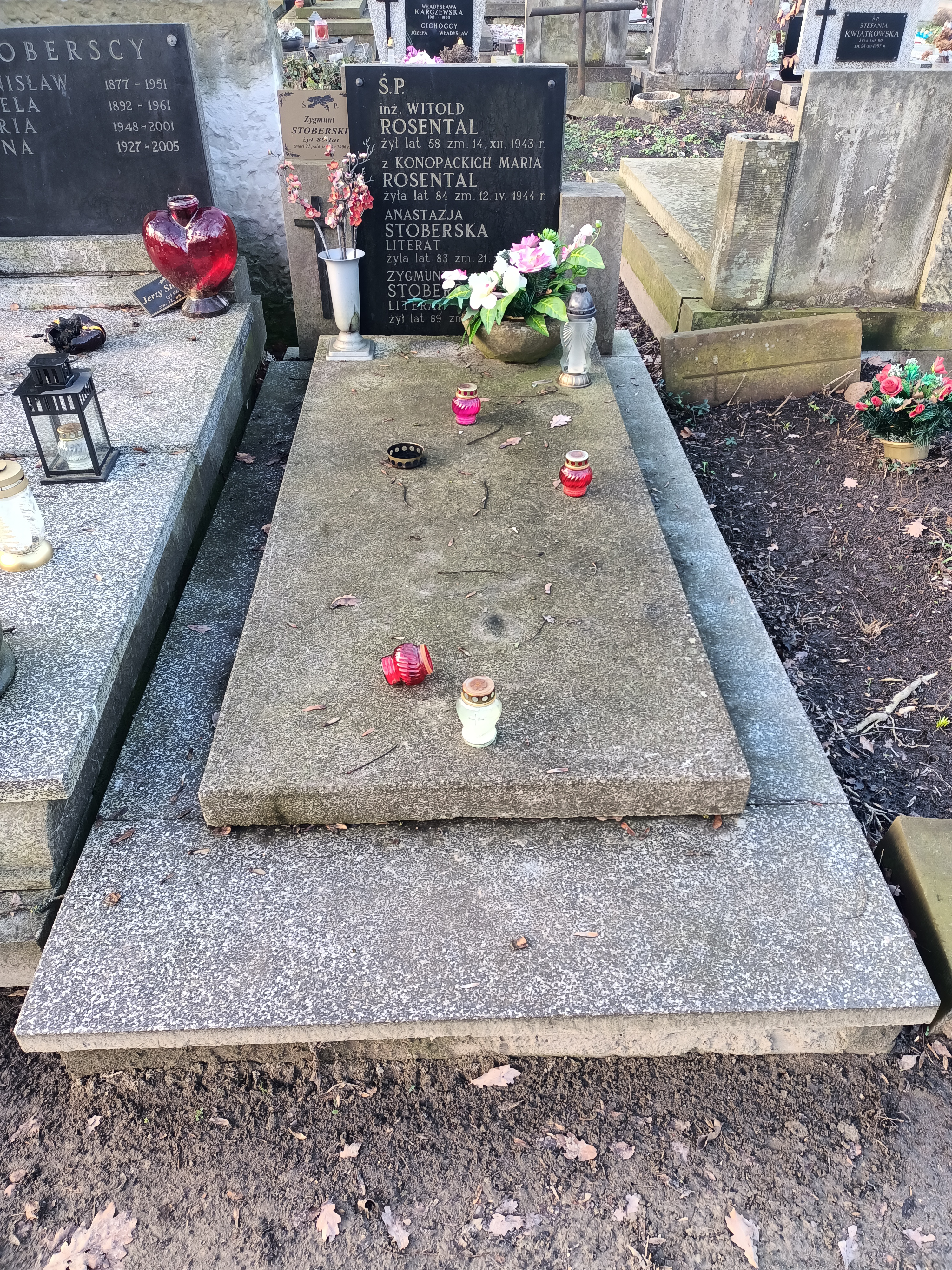
Nagrobek Zygmunta Stoberskiego na cmentarzu Powązkowskim

Zygmunt Stoberski (ur. 9 grudnia?/22 grudnia 1916 w Pietropawłowsku, zm. 17 października 2006) – polski eseista, krytyk literacki, autor opracowań naukowych oraz tłumacz literatury litewskiej, radzieckiej, serbskiej oraz chorwackiej.

## Życiorys
Ukończył studia slawistyczne Wydziale Humanistycznym Uniwersytetu Warszawskiego. Debiutował jako publicysta w 1940 na łamach wileńskiego czasopisma „Tarybų Lietuva” (pol. „Litwa sowiecka”). Okres od 1939 do 1944 spędził w Wilnie. Od 1944 przebywał w Warszawie. Był żołnierzem Polskiej Armii Ludowej, brał udział w powstaniu warszawskim.
W latach 1945–1948 był członkiem PPR, od 1948 roku należał do PZPR. Od lutego do czerwca 1945 był starostą powiatu częstochowskiego. W 1946 przebywał na placówce w Belgradzie jako I sekretarz Ambasady RP w Federacyjnej Ludowej Republice Jugosławii. Po powrocie z Belgradu był kolejno redaktorem naczelnym Wydawnictwa „Książka i Wiedza”, redaktorem czasopisma „Aušra” (Warszawa) oraz redaktorem miesięcznika „Literatura na Świecie”. Od 1982 był przewodniczącym Międzynarodowej Organizacji Unifikacji Neologizmów Terminologicznych, a od 1984 był naczelnym redaktorem czasopisma „Neoterm”.
Pochowany został na cmentarzu Powązkowskim (kwatera 146-1-15).

## Wybrane publikacje
- Historia literatury litewskiej
- Między dawnymi i młodszymi laty
- Międzynarodowa terminologia naukowa

## Ordery i odznaczenia
- Krzyż Kawalerski Orderu Odrodzenia Polski (dwukrotnie)
- Złoty Krzyż Zasługi (19 lipca 1946)[3]
- Krzyż Partyzancki
- Medal „Za udział w wojnie obronnej 1939”
- Medal za Warszawę 1939–1945
- Odznaka „Zasłużony Działacz Kultury” (1967)[4]
- Dyplom honorowy Związku Pisarzy ZSRR (1976)[5]